# علي ارحومة
علي خليفة ارحومة  من مواليد 16 مايو 1982 في طرابلس، ليبيا، وهو لاعب كرة قدم ليبي يلعب حاليا لنادي نادي الاتحاد الليبي، ويلعب أيضا في المنتخب الوطني الليبي لكرة القدم وهو لاعب سابق في اهلي طرابلس انتقل الي نادي الاتحاد الليبي في صيف 2004 وهو من سكان مدينة طرابلس وينتمي الي مدينه سبها ويلعب حاليا في نادي الشط.

## البطولات مع الاتحاد
- - بطولة الدوري الليبي  4 مرة

04/05 - 05/06 - 06/07 -07/08
- الكأس :
  - كأس الفاتح مرتين

2005، 2007
- الكأس الممتازة  4 مرات

2005، 2006 ،2007، 2008

## وصلات خارجية
- علي ارحومة على موقع قاعدة بيانات كرة القدم.إي يو (الإنجليزية)
- علي ارحومة على موقع ناشيونال فوتبول تيمز (الإنجليزية)